# Aibell
 (octobre 2008).
Si vous disposez d'ouvrages ou d'articles de référence ou si vous connaissez des sites web de qualité traitant du thème abordé ici, merci de compléter l'article en donnant les références utiles à sa vérifiabilité et en les liant à la section « Notes et références ».
Dans la légende irlandaise, Aibell (parfois appelée Aoibheall (selon l’orthographe irlandaise moderne), aussi anglicisée en Aeval) était l’esprit gardien des Dál gCais (Dalcassiens) et du clan Ó Bríen. Elle était la maitresse du sídh au nord de la province irlandaise du Munster et résidait à Craig Liath, littéralement le rocher gris, sur une colline qui surplombait le fleuve Shannon, à environ trois kilomètres du village de Killaloe,. Aibell avait également un amant (qui s’appelait Dubhlainn Ua Artigan) et une harpe magique. La légende raconte que quiconque entendait le son de cette harpe mourait peu de temps après.

## Nom
Le nom d’Aoibhell provient probablement du gaëlique « aoibh », qui signifie « beauté » (ou « aoibhinn », qui signifie « belle »). Son nom, en tant que théonyme, pourrait également être dérivé du proto-celtique *Oibel-ā, littéralement « feu brûlant », qui pourrait renvoyer à la notion « d’ardeur ». L’équivalent de ce théonyme proto-celtique chez les Britto-romains était probablement *Oebla. Ce personnage portait également le nom d’Áebinn.

## Attestations

### An Buachaill Caol Dubh
Dans la chanson de Seán Ó Seanacháin, « An Buachaill Caol Dubh », Aoibheal apparaît devant le « garçon sombre et décharné » (qui représentait l’addiction à l’alcool) et son ami le buveur. Dans le dernier couplet, Seanacháin se montre plus explicite et explique que lorsqu’Aoibheal a rencontré les deux hommes sur le bord de la route, elle a promis une centaine d’hommes au garçon sombre et décharné s’il renonçait, en échange, à son ami le poète. Le garçon a répondu qu’il était fidèle et loyal et qu’il n’abandonnerait pas ses amis tant que ceux-ci vivraient. Seán avoue ainsi qu’il ne sortira jamais de son addiction.

### Lady Gregory
« Et Aoibhell, femme de Sidh, s’installa à Craig Liath. Durant la Bataille de Clontarf, Aoibhell tomba amoureuse de Dubhlaing ua Artigan, un jeune homme de la province du Munster qui avait été disgracié et exilé par le roi d’Irlande. Cependant, avant le début de la bataille, Dubhlaing ua Artigan revint au royaume pour s’allier avec Murchadh, le fils du roi et combattre pour l’honneur des Gaels. Aoibhell décida de l’arrêter, mais Dubhlaing ua Artigan refusa de l’écouter. Aoibhell enveloppa alors Dubhlaing ua Artigan dans un brouillard druidique, qui le rendit invisible aux yeux de tous.
Il rejoignit Murchadh sur le champ de bataille, effectua une spectaculaire attaque contre les ennemis de l’Irlande en les frappant de toute part. Murchadh regarda ensuite autour de lui et déclara : « J’ai l’impression d’entendre les coups de Dubhlaing ua Artigan, mais je ne le vois pas ». Alors Dubhlaing se débarrassa du brouillard druidique qui l’enveloppait et répondit : « Je ne garderai pas ce brouillard autour de moi si tu ne peux pas me voir à travers. Maintenant, traversons la plaine et retrouvons Aoibbell, car c’est la seule qui puisse nous tenir informés de la bataille ».
Alors ils la retrouvèrent et elle leur demanda d’abandonner la bataille, car elle allait leur coûter la vie. Murchadh lui répondit : « Je vais vous raconter une petite histoire vraie. La peur de mourir ne me fera pas reculer. Et si nous devons tomber, alors les étrangers tomberont avec nous. Beaucoup d’hommes tomberont de ma main et les Gaels uniront leurs forces ». « Dubhlaing, quittez la bataille » le supplia Aoibbell, « et je vous promets deux cents ans de bonheur auprès de moi ». « Pour rien au monde je n’abandonnerai Murchadh, ni mon honneur " lui répondit Dubhlaing. Aoibhell s’emporta : « Murchadh tombera et vous tomberez également. Demain, c’est votre sang ô si fier qui coulera sur la plaine ». Les deux hommes retournèrent sur le champ de bataille et y perdirent la vie.
Aoibhell donna une harpe en or au fils de Meardha, lorsqu’il était élève à l’école du Sidh dans la province du Connacht et qu’il apprit la mort de son père, tué par le roi de Lochlann. Et quiconque entendait le son de cette harpe mourrait peu de temps après. Le fils de Meardha retrouva alors les trois fils du roi de Lochlann, joua à la harpe et les fils moururent.
C’est cette même harpe que Cúchulainn entendit le jour où ses ennemis s’étaient rassemblés contre lui à Muirthemne. Il comprit que sa mort approchait. »

### «Cúirt An Mheán Oíche»
Aoibheal occupe également une place prépondérante dans un poème du XVIIIe siècle écrit par Brian Merriman, « Cúirt An Mheán Oíche ». Le poème commence selon les conventions de l’Aisling, également connu sous le nom de poème de vision, où la représentation d’une femme d’un autre monde apparaît au poète. Généralement, cette femme représente l’Irlande et se lamente, avant d’appeler ses  « fils » à se révolter contre la tyrannie des autres pays. Dans le poème de Merriman, la convention s’avère prendre une tournure satirique et profondément sarcastique.
Au début du poème, une femme géante et hideuse apparaît au poète et le traîne à coup de pieds et dans des hurlements devant la cour de la reine Aoibheal des Fées. Sur le chemin du monastère en ruines de Moinmoy, le messager explique que la reine, dépitée par les actes de corruption des seigneurs anglo-irlandais et du droit anglais, a décidé de rendre justice elle-même. Le poème décrit ensuite une affaire judiciaire traditionnelle conforme aux Lois de Brehon et donc sous forme d’un débat en trois parties.
Dans la première partie, une jeune femme fait appel à Aoibheal et porte plainte contre les jeunes hommes irlandais qui ont refusé de l’épouser. Elle déclare que, malgré de nombreuses tentatives désespérées pour séduire un mari potentiel durant les matchs de hurling, les veillées et les dévotions, les jeunes hommes se sont tous évertués à l’ignorer, plaidant en faveur des mariages tardifs avec des femmes beaucoup plus âgées. La jeune femme déplore ensuite le mépris avec lequel les femmes mariées du village la traitent.
Un vieil homme décide de lui répondre et commence à dénoncer la promiscuité sexuelle dévergondée dont font preuve les jeunes femmes en général. Il insinue que la jeune femme a été conçue par Tinker dans un chariot. Il décrit en détail l’infidélité de sa jeune épouse. Il fait part de l’humiliation qu’il a ressentie lorsqu’il a appris qu’elle était déjà enceinte lors de leur nuit de noces et des rumeurs qui ont entouré la naissance « prématurée » de « son » fils depuis. C’est avec dégoût qu’il s’attaque au mode de vie dissolu des jeunes femmes en général. Cependant, il déclare qu’il n’a rien contre son enfant illégitime et dénonce la pratique des mariages comme « obsolète ». Il demande à la reine de proscrire totalement les mariages et de les remplacer par un système d’amour libre.
Cependant, la jeune femme entre dans une colère noire et manque d’en venir aux poings. Elle se moque de son impuissance sexuelle, qui l’empêche d’accomplir ses devoirs conjugaux avec sa jeune épouse, qui n’était qu’une mendiante à la rue qui l’a épousé pour ne pas mourir de faim. La jeune femme affirme que si son épouse a pris un amant, c’est qu’elle en méritait un. La jeune femme requiert ensuite l’abolition du célibat sacerdotal, au motif que les prêtres pourraient faire de merveilleux époux et pères. Pendant ce temps, elle affirme qu’elle continuera cependant à tenter de séduire des hommes plus âgés, dans l’espoir de mettre fin à son statut humiliant de femme non mariée.
Finalement, dans la section du jugement, la reine Aoibheal décrète que tous les hommes laïques doivent être mariés avant l’âge de 21 ans, sous peine de châtiment corporel de la part des femmes irlandaises. Elle conseille à ces dernières de s’en prendre également aux indifférents, aux homosexuels et aux coureurs de jupons qui se vantent du nombre de femmes qu’ils ont séduites et rejetées. Aoibheal leur demande cependant de faire attention à ne pas rendre les hommes stériles. Elle déclare enfin que l’abolition du célibat des prêtres est une décision que seul le Vatican peut prendre et qu’il faut donc faire preuve de patience.
La jeune femme rappelle avec colère au poète horrifié, qu’il est célibataire à trente ans et décrit ses multiples tentatives infructueuses de séduction afin de devenir sa femme. Elle déclare qu’il devrait être le premier homme à souffrir des conséquences des nouvelles lois relatives au mariage. Tandis qu’une foule de femmes en furie s’apprête à le fouetter dans un bol de gelée frémissant, il se réveille et se rend compte qu’il ne s’agissait que d’un terrible cauchemar.